# 圣塞夫里安德坎波斯
圣塞夫里安德坎波斯，是西班牙卡斯蒂利亚-莱昂帕伦西亚省的一个市镇。 总面积33平方公里，总人口536人（2001年），人口密度16人/平方公里。